# برج‌های دوقلوی کازابلانکا
برج‌های دوقلوی کازابلانکا (عربی: برجا الدار البيضاء، فرانسوی: Tours Jumelles de Casablanca‎) مجموعه‌ای شامل دو آسمان‌خراش است که در شهر کازابلانکا، مراکش واقع شده‌است. برج‌های شرقی و غربی این سازه هر یک دارای ۲۸ طبقه و ۱۱۵ متر ارتفاع هستند. این ساختمان‌ها شامل مجموعه‌ای از مراکز خرید، ادارات و یک هتل ۵ ستاره هستند و در قلب کازابلانکا در منطقه معارف، در چهارراه بین بلوار زرکتونی و بلوار المسیر الخدره قرار گرفته‌اند. معمار اصلی این بنا ریکاردو بوفیل اسپانیایی‌تبار بود و الی مویال، معمار مراکشی نیز او با او همکاری داشت.